# De grønne pigespejdere
De grønne pigespejdere er et dansk spejderkorps. Det blev stiftet som KFUK-spejderne i Danmark den 4. maj 1919 af Ingrid Ulbricht og skiftede den 1. maj 2003 navn til De grønne pigespejdere. I samme forbindelse skiftede korpset også logo fra en kløver med en trekant omkring til en kløver med et kors indeni. Korset symboliserer tilknytningen til det kristelige. De grønne pigespejdere bærer grøn uniformsskjorte og et ternet tørklæde. De grønne pigespejdere har tradition for at afholde landslejr hvert 5. år.
De grønne pigespejdere er det eneste spejderkorps i Danmark, som udelukkende er for piger og ledet af kvinder. Korpset er medlem af WAGGGS gennem Pigespejdernes Fællesråd Danmark (PFD) der også tæller de kvindelige medlemmer af Danske Baptisters Spejderkorps, Det Danske Spejderkorps (DDS) og Grønlands Spejderkorps. Hendes Kongelige Højhed Prinsesse Benedikte er protektor for De grønne pigespejdere.

## Formål
Formålet med De grønne pigespejderes arbejde er:
- at drive spejderarbejde i overensstemmelse med spejderloven og det internationale spejderløfte og at forkynde evangeliet for spejdere i overensstemmelse med den evangelisk-lutherske bekendelse.
De grønne pigespejdere arbejder for:
- at sikre et fællesskab af stærke piger og kvinder
- at forstå og værne om de menneskelige, kristne, kulturelle og demokratiske værdier, der er fællesskabets grundlag
- at skabe internationale relationer, som styrker den enkeltes forståelse for egne og andres traditioner, kulturer og levevilkår
- at lære at leve sundt og godt i respekt for natur og miljøværdier
- at blive selvhjulpen og selvstændig som person, og myndig og ansvarsfuld som leder.

## Mission og vision
Missionen er korpsets eksistensgrundlag, og det de gør i det daglige pigespejderarbejde.
Visionen viser, hvilken vej De grønne pigespejdere skal gå. Visionen sætter ord på det, de vil være og det, de arbejder hen imod.
Mission:
De grønne pigespejdere gør piger og kvinder i stand til at udvikle og udnytte deres fulde potentiale.
Vision: 
Vi giver piger mod, og vi sætter verden i bevægelse, fordi:
- pigespejdere flytter sig
- ledere går nye veje
- grupper udvikler fællesskaber
- spejderbevægelsen gør børn og unge til ansvarlige verdensborgere

## Aldersklasser
De grønne pigespejderes arbejde er målrettet forskellige aldersklasser:
- Spilopspejder: børnehave alderen med forældre
- Spirer: 0-1 klassetrin
- Grønsmutter: 2-3 klassetrin
- Spejdere: 4-7 klassetrin
- Seniorspejdere: 8 klassetrin+
- Voksne ledere, Rangere og Augustaer: 18 år+

## Spejderlov, løfte og motto

### Spejderløfte
Som spejder lover jeg at gøre mit bedste for at ære Gud ved at leve efter hans vilje.

### Spejderloven
Derfor skal en spejder:
- tale sandhed
- stifte fred
- dele med andre
- være en god kammerat
- værne om naturen
- vise hensyn og hjælpe andre
- leve i hjem og samfund med kærlighed og omtanke

### De grønne pigespejderes motto
Vær beredt!
Svarende til det internationale spejdermotto.
(ændret fra "Værn og tjen" i forbindelse med korpsets delegeretmøde maj 2009, jf. evt. www.pigespejder.dk)

### Grønsmutternes motto
Vi vil stå sammen. Vi vil gøre vort bedste.

### Spirernes motto
Vi vil hjælpe hinanden og dele med andre.

### Internationalt spejdermotto
Vær beredt (En: Be prepared)

## Ekstern henvisning
- Korpsets hjemmeside Arkiveret 27. november 2004 hos  Wayback Machine